# Cadre-47/2-Europameisterschaft 1976

Logo CEB (ausrichtender Verband)

Veranstaltungsort: Vught

Die Cadre-47/2-Europameisterschaft 1976 war das 37. Turnier in dieser Disziplin des Karambolagebillards und fand vom 8. bis zum 11. Januar 1976 in Vught, in der niederländischen Provinz Noord-Brabant statt. Es war die 16. Cadre-47/2-Europameisterschaft in den Niederlanden.

## Geschichte
In einer sehr spannenden EM gewann am Ende der Österreicher Franz Stenzel den Titel. Den gewann er in der allerletzten Phase des Turniers. Die beiden letzten Partien im Turnier waren Stenzel gegen José Gálvez  und  Klaus Hose gegen Emile Wafflard. Die Partie von Hose war zuerst aus. Er gann mit 400:202 in fünf Aufnahmen. Jetzt brauchte Stenzel unbedingt einen Sieg. Er beendete die Partie in der zehnten Aufnahme. Gálvez brauchte 29 Punkte im Nachstoß zum Unentschieden. Er versammelte auch schnell die Bälle perfekt an der Cadrelinie und kickste bei einem leichten Zweibänder. Stenzel war damit erstmals Europameister.

## Turniermodus
Hier wurde im Round Robin System bis 400 Punkte gespielt. Es wurde mit Nachstoß gespielt. Damit waren Unentschieden möglich.
Bei MP-Gleichstand wird in folgender Reihenfolge gewertet:
1. MP = Matchpunkte
2. GD = Generaldurchschnitt
3. HS = Höchstserie

## Abschlusstabelle
| MP    | Match Points (Sieger = 2; Unentschieden = 1; Verlierer = 0) |
| Pkte. | Erzielte Karambolagen                                       |
| Aufn. | Benötigte Versuche                                          |
| GD    | Generaldurchschnitt                                         |
| BED   | Bester Einzeldurchschnitt eines Spielers                    |
| HS    | Höchstserie                                                 |
|       | Bester GD des Turniers                                      |
|       | Bester ED des Turniers                                      |
|       | Beste HS des Turniers                                       |
|       | 1. Platz (Gold)                                             |
|       | 2. Platz (Silber)                                           |
|       | 3. Platz (Bronze)                                           |

| Platz                      | Name                   | MP   | Pkte. | Aufn. | GD    | BED    | HS  |
| -------------------------- | ---------------------- | ---- | ----- | ----- | ----- | ------ | --- |
| 1                          | Franz Stenzel          | 11:3 | 2533  | 42    | 60,30 | 133,33 | 383 |
| 2                          | Klaus Hose             | 10:4 | 2528  | 34    | 74,35 | 133,33 | 392 |
| 3                          | Christ van der Smissen | 10:4 | 2355  | 47    | 50,10 | 80,00  | 218 |
| 4                          | Emile Wafflard         | 9:5  | 2594  | 34    | 76,29 | 133,33 | 226 |
| 5                          | Roland Dufetelle       | 8:6  | 1898  | 55    | 34,50 | 100,00 | 303 |
| 6                          | José Gálvez            | 4:10 | 1979  | 67    | 29,53 | 44,44  | 218 |
| 7                          | Louis Havermans        | 2:12 | 1713  | 53    | 32,32 | 40,00  | 215 |
| 8                          | Jean-Pierre Labeye     | 2:12 | 1414  | 66    | 21,42 | 30,76  | 202 |
| Turnierdurchschnitt: 42,74 |                        |      |       |       |       |        |     |